# Fundacja Samotnie Ale Razem
Fundacja Samotnie Ale Razem – założona w maju 2005 r. we Wrocławiu niezależna, niedochodową organizacją pozarządową działającą w sferze pożytku publicznego. Została zarejestrowaną przez Sąd Rejonowy Wrocław-Fabryczna 19 kwietnia 2006 roku.

## Cele fundacji
Celem Fundacji jest prowadzenie działalności na rzecz wszechstronnej pomocy dla samotnych rodziców oraz ich dzieci, wspieranie i organizowanie regionalnych inicjatyw społeczno-gospodarczych, popieranie wszelkich inicjatyw zmierzających do ochrony praw obywatelskich tej grupy społecznej, wspomaganie organizacyjne i finansowe przedsięwzięć z zakresu szeroko rozumianej ochrony zdrowia, w tym przede wszystkim wspieranie działań na rzecz ochrony zdrowia dzieci i młodzieży z uwzględnieniem przynależności do wymienionej grupy społecznej, wspieranie przedsięwzięć na polu kultury i oświaty mających na celu aktywizację społeczności lokalnych.